# Age Oks
Age Oks   (Vändra, 29 de maig de 1970) és una ex ballarina de ballet estoniana, que va ser una ballarina principal amb el Ballet Nacional Anglès (ENB).
Age Oks va néixer a Estònia i més tard va ser anglicitzada al seu nom.
Oaks va estar casada amb Toomas Edur, ex ballarí estonià de l'ENB, ara director artístic d'Estònia National Ballet.

## Premis
- Premi a la millor parella de 1990 al Concurs Internacional de Ballet dels Estats Units (amb Toomas Edur)[4]
- 2002 Premi de ballet de l'Associació Estatal de Teatre (amb Toomas Edur)
- Comandant de l'Ordre de l'Imperi Britànic (Age Oks i Toomas Edur per promoure les relacions culturals entre els dos països, nomenats per Elisabet II el 12 de juny de 2010).[5]